# Super Mario World 2: Yoshi's Island
Super Mario World 2: Yoshi's Island (スーパーマリオ: ヨッシーアイランド?, Sūpā Mario: Yosshī Airando) è un videogioco a piattaforme della Nintendo, pubblicato nel 1995 per la console Super Nintendo Entertainment System. È il prequel di Super Mario World e dell'intera saga di Super Mario Bros., ed è stato anch'esso ideato da Shigeru Miyamoto.
Il gioco è incluso in tutte le versioni del Nintendo Classic Mini: Super Nintendo Entertainment System.

## Trama
Una cicogna sta viaggiando nel buio della notte, portando col suo becco due fagottini: sono Baby Mario e Baby Luigi, pronti a raggiungere la propria famiglia. Sfortunatamente anche il malvagio mago Kamek è al corrente della notizia, e così parte all'attacco, affinché in futuro, non possano rovinare i piani del suo padrone Bowser. La cicogna e Baby Luigi vengono perciò catturati in volo, mentre Baby Mario cade su un'isola. Sarà dunque un gruppo di Yoshi a cui verrà dato il compito di riunire i due fratellini, portando in groppa il piccolo Mario e passandolo, di livello in livello, come in una staffetta. Sconfitto alla fine del gioco Baby Bowser e la sua versione enorme nata dalla magia di Kamek, Yoshi riuscirà a salvare Luigi e la cicogna che potrà finalmente portare gli eroici bambini dai loro genitori. Tuttavia Kamek e Baby Bowser riescono a scappare sulla scopa volante, e da lì in poi comincerà la loro rivalità con Mario.

## Modalità di gioco
Viene introdotto un innovativo modo di concepire la salute degli Yoshi: in pratica, quando uno di loro viene colpito, Baby Mario scende dalla sua groppa ed inizia a volteggiare per la schermata piangendo dentro un'enorme bolla di sapone. Se il giocatore riuscirà a riacciuffare il bebè entro pochi secondi, tutto finirà bene, altrimenti gli scagnozzi di Kamek lo rapiranno, facendo perdere una vita. Esistono, tuttavia, alcuni casi in cui si perde istantaneamente una vita come, ad esempio, cadendo in un burrone.
Un'altra singolare caratteristica è il sistema d'attacco: con la sua lingua appiccicosa e lo stomaco senza fondo, Yoshi può infatti ingoiare quasi tutti i nemici, alcuni anche molto più grossi di lui, per poi risputarli, oppure (scelta più consigliata), trasformarli in uova bianche a pois, premendo semplicemente il tasto giù. A quel punto, l'uovo seguirà Yoshi nel suo cammino, e potrà essere lanciato sia per colpire i nemici che per superare ingegnosamente situazioni decisamente originali, tuttavia non sarà un'impresa facile colpire il proprio bersaglio, grazie ad un sistema di puntamento ad arco, semplice ed impegnativo allo stesso tempo. Fino a sei uova alla volta potranno seguire il tenero dinosauro nel corso della sua avventura.

## Grafica
La grafica di Yoshi's Island era una delle migliori per il periodo in cui uscì sul mercato: le animazioni dei personaggi, infatti, sono numerose e ben fatte, mentre gli oggetti in primo piano hanno dei colori estremamente vivaci e belli da vedere. Ciò che salta subito all'occhio, però, è lo stile grafico usato per lo sfondo: tramite delle accurate scelte, tutti gli elementi dell'ambientazione presentano delle sfumature nette che si alternano a contrastanti ed accentuate righe di contorno; il risultato finale fa apparire il tutto come i disegni di un bambino, simile ad un uso eccessivo di acquerelli o pastelli (non a caso le montagne sono variopinte e sorridono). Tramite l'uso dello scrolling, inoltre, alcuni elementi danno l'idea di essere in tre dimensioni, come il ponte levatoio che si apre verso il giocatore.

## Sequel e spin-off
Il 20 settembre 2002 uscì per Game Boy Advance il remake Super Mario Advance 3: Yoshi's Island, molto fedele all'originale, con qualche livello nuovo in più ed una maggiore qualità tecnica (soprattutto nell'ambito sonoro).
Due anni dopo è uscito il seguito per Nintendo DS, dal titolo Yoshi's Island DS. Sebbene sia abbastanza simile, questa versione presenta mondi tutti nuovi e introduce i personaggi di Baby Peach, Baby Donkey Kong, Baby Wario e Baby Bowser, tramite cui Yoshi apprende nuove abilità.